# Vernonia mindanaensis
Vernonia mindanaensis là một loài thực vật có hoa trong họ Cúc. Loài này được Merr. miêu tả khoa học đầu tiên năm 1922.